# Špindlerův Mlýn

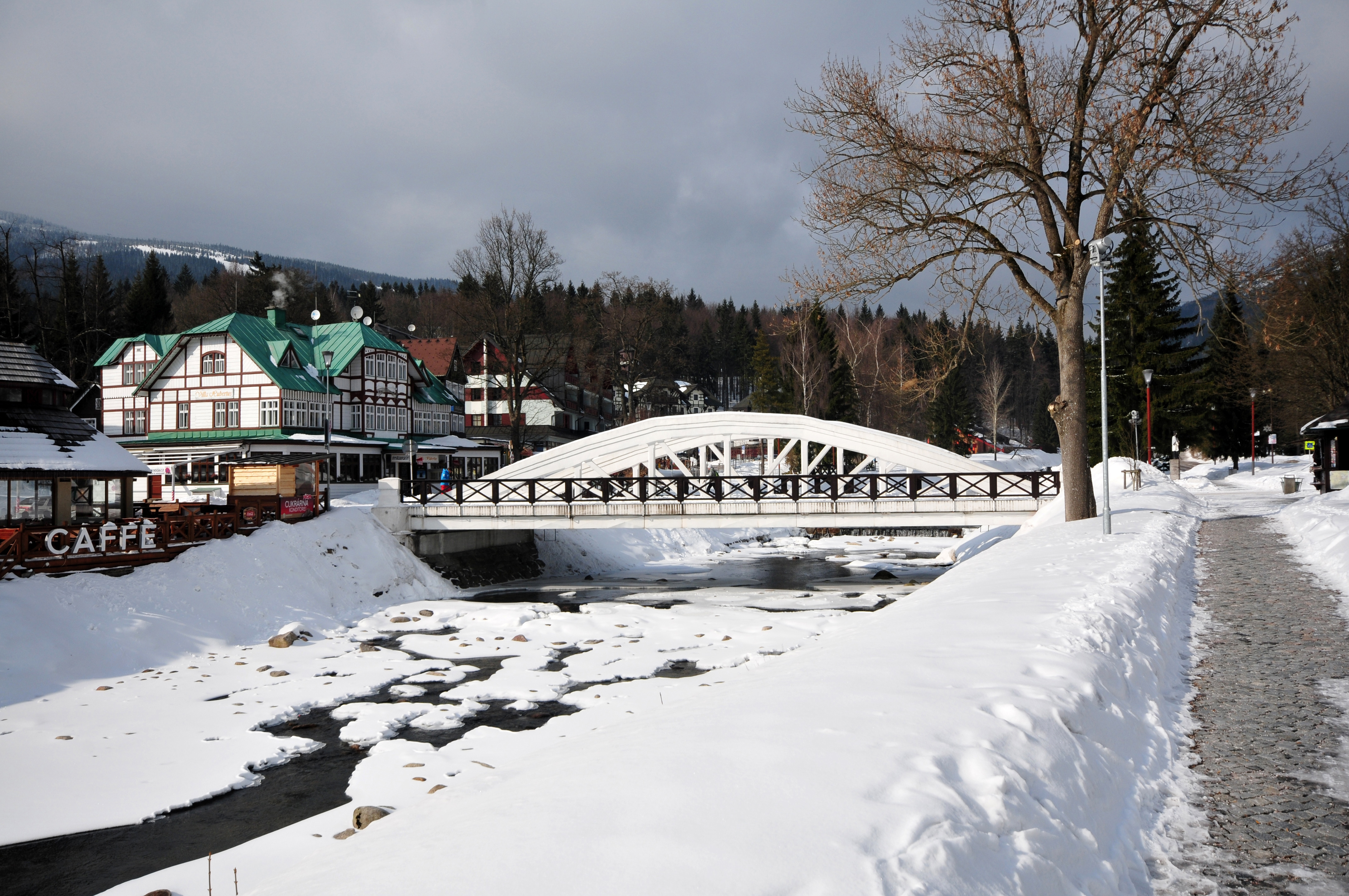

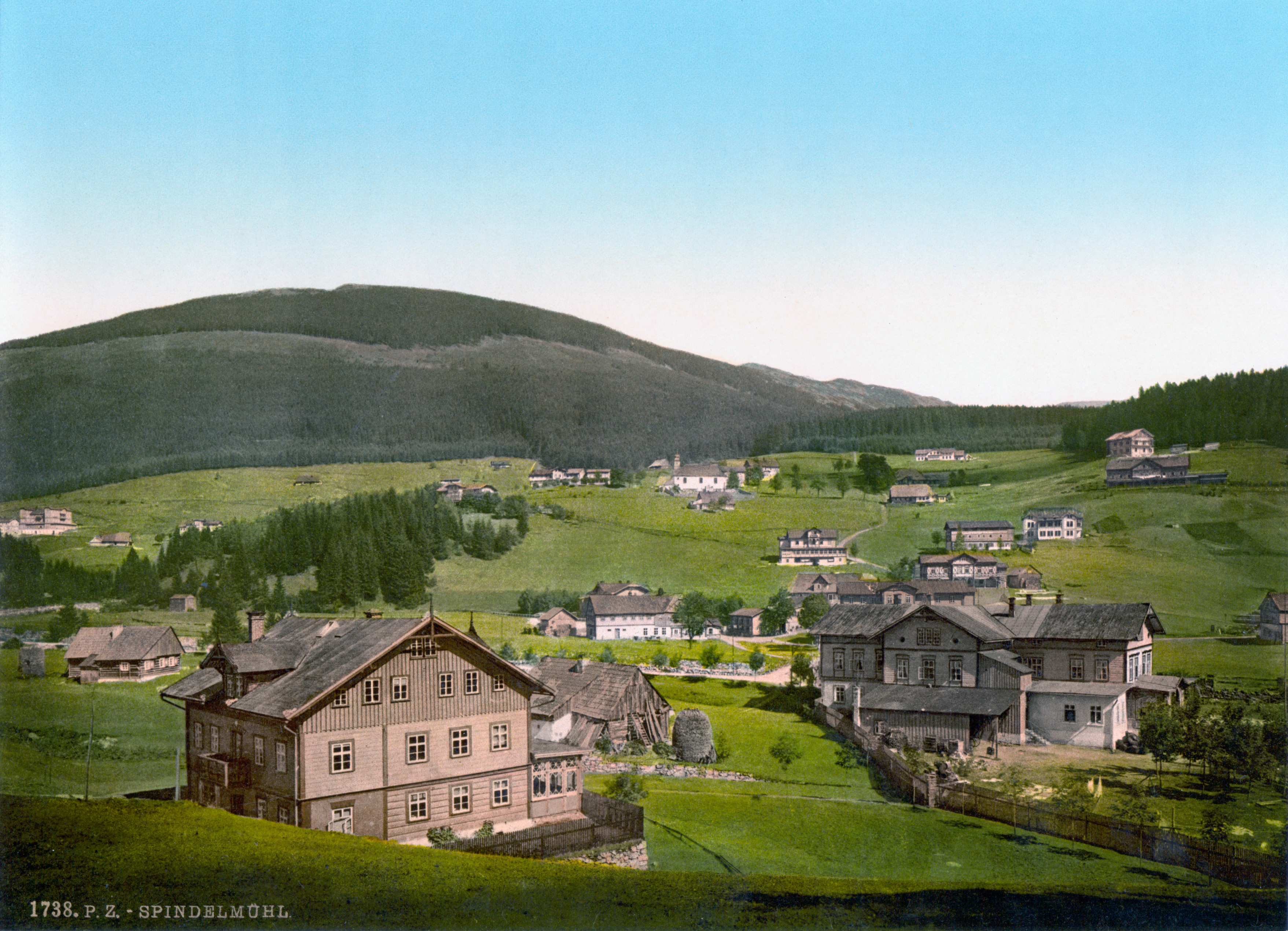
Ansichtkaart van Spindelmuehl uit circa 1900

Špindlerův Mlýn (afkorting: Spindl, Duits: Spindlermühle) is een kleine stad met skigebied in het Reuzengebergte (Krkonoše), in het district Okres Trutnov in de regio Hradec Králové in het noorden van Bohemen in Tsjechië, vlak bij de grens met Polen. Het ligt in de overgangszone van het Krkonoše Nationaal Park. Het wordt weleens de 'parel van het Reuzengebergte' genoemd. De rivier de Elbe ontspringt ten noordwesten van het stadje.

## Geschiedenis
Nadat er in de 18e eeuw een molen bij de Elbe werd gebouwd ontstond Špindlerův Mlýn als nederzetting die vooral leefde van de mijnbouw en houtzagerijen. Al sinds het einde van de 18e eeuw begon men ook aan toerisme te verdienen. Het gebied was in trek bij toeristen die de afwisselende natuur en de gezonde lucht opzochten; veel bekende personen hadden er een huisje, zoals de Berlijnse dichter John Henry Mackay. Het is bekend dat Franz Kafka zijn roman Het Slot schreef in Špindlerův Mlýn (1922), waar hij vanwege zijn tuberculose vier weken verbleef.
Špindlerův Mlýn was tot 1945 een plaats met een overwegend Duitstalige bevolking. Na de Tweede Wereldoorlog werd de Duitstalige bevolking verdreven op grond van de Beneš-decreten.

## Špindlerův Mlýn nu
Špindlerův Mlýn bestaat tegenwoordig uit vier delen: Přední Labská, Labská, Bedřichov en Svatý Petr. De rivieren Dolský en Elbe komen er samen. 
De witte brug (1911) in het centrum wordt gezien als het symbool van Špindlerův Mlýn. Tevens is er de kerk van Sint Petr en Paul uit 1802.

## Toerisme
Het plaatsje ontwikkelde zich tot een van de belangrijkste wintersportgebieden van Tsjechië met een skigebied met meerdere skiliften, waar steeds meer Duitse en Nederlandse toeristen komen. Sinds het einde van de jaren negentig komen er meer buitenlanders. Ook in de zomer is het populair onder wandelaars en fietsers. Anno 2006 heeft het 1393 inwoners; er zijn ongeveer 10.000 hotelbedden.
In de winter kan men skiën. De hoogte van het gebied is van 700 tot 1310 meter. Er zijn skipistes met een totale lengte van 28,7 km. Er zijn elf sleepliften en vijf stoeltjesliften, onder meer een naar de bezienswaardige berg Medvědín.

## Afbeeldingen

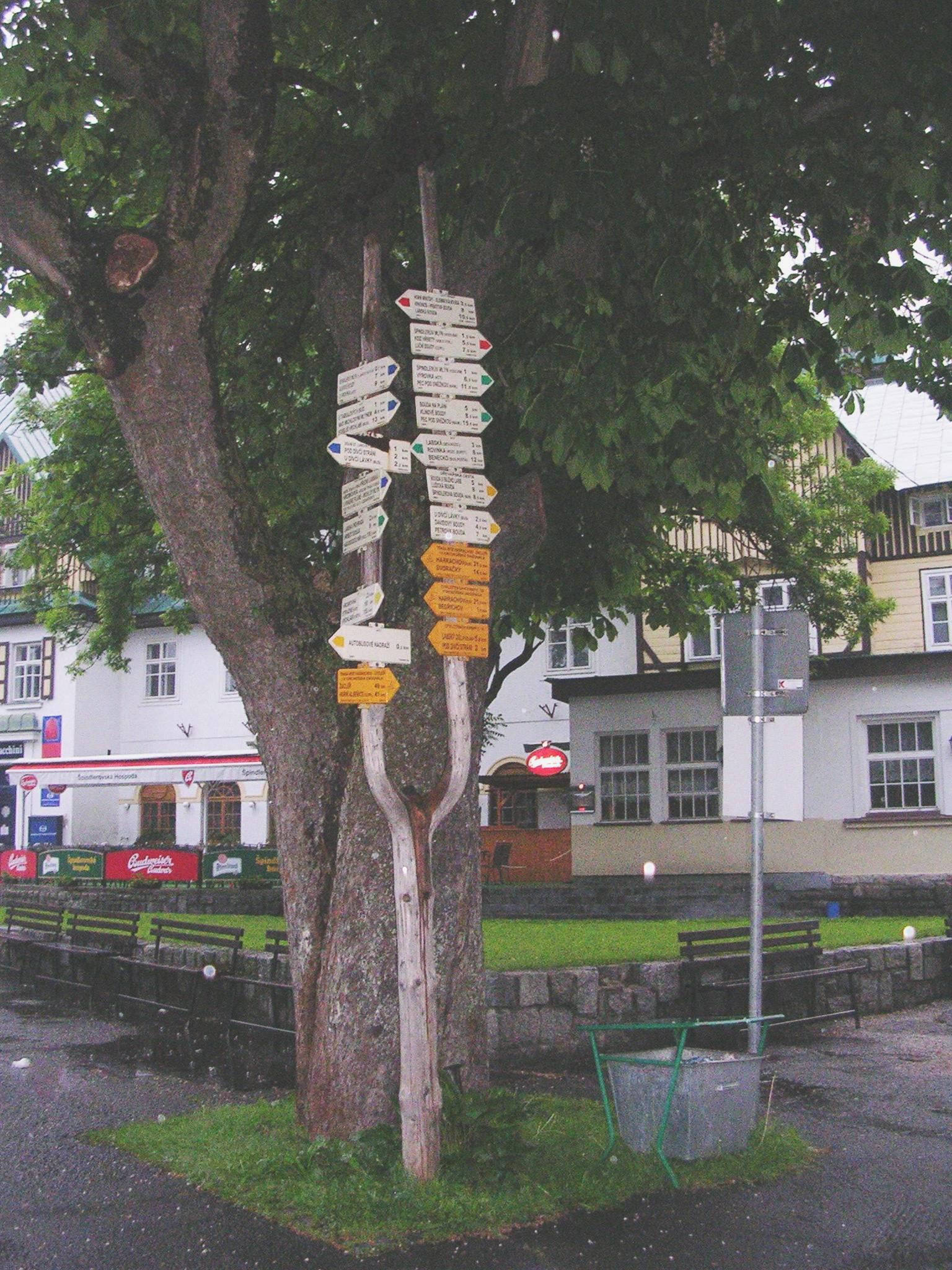
Bewegwijzering in Špindlerův Mlýn
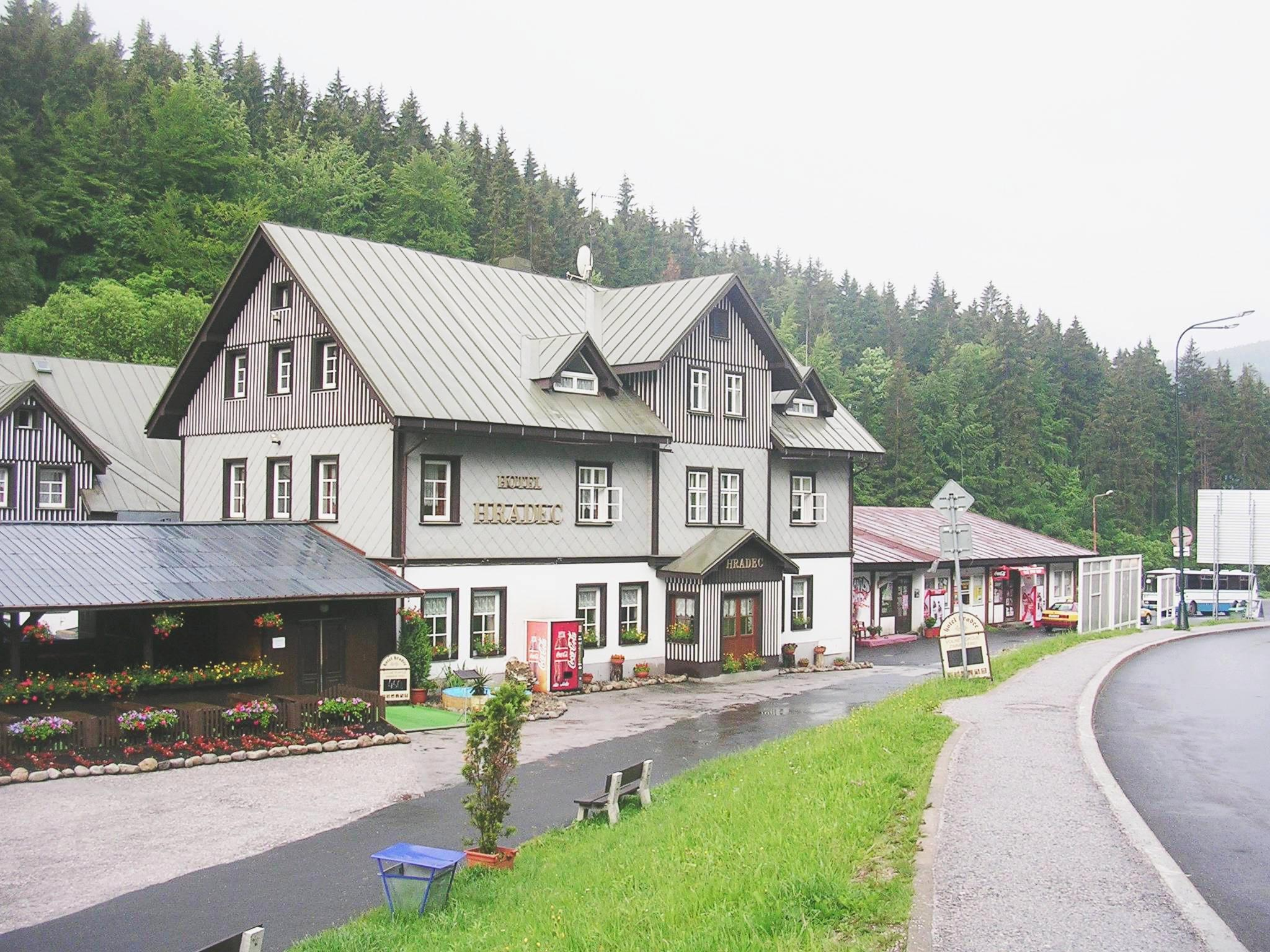
Hotel Hradec
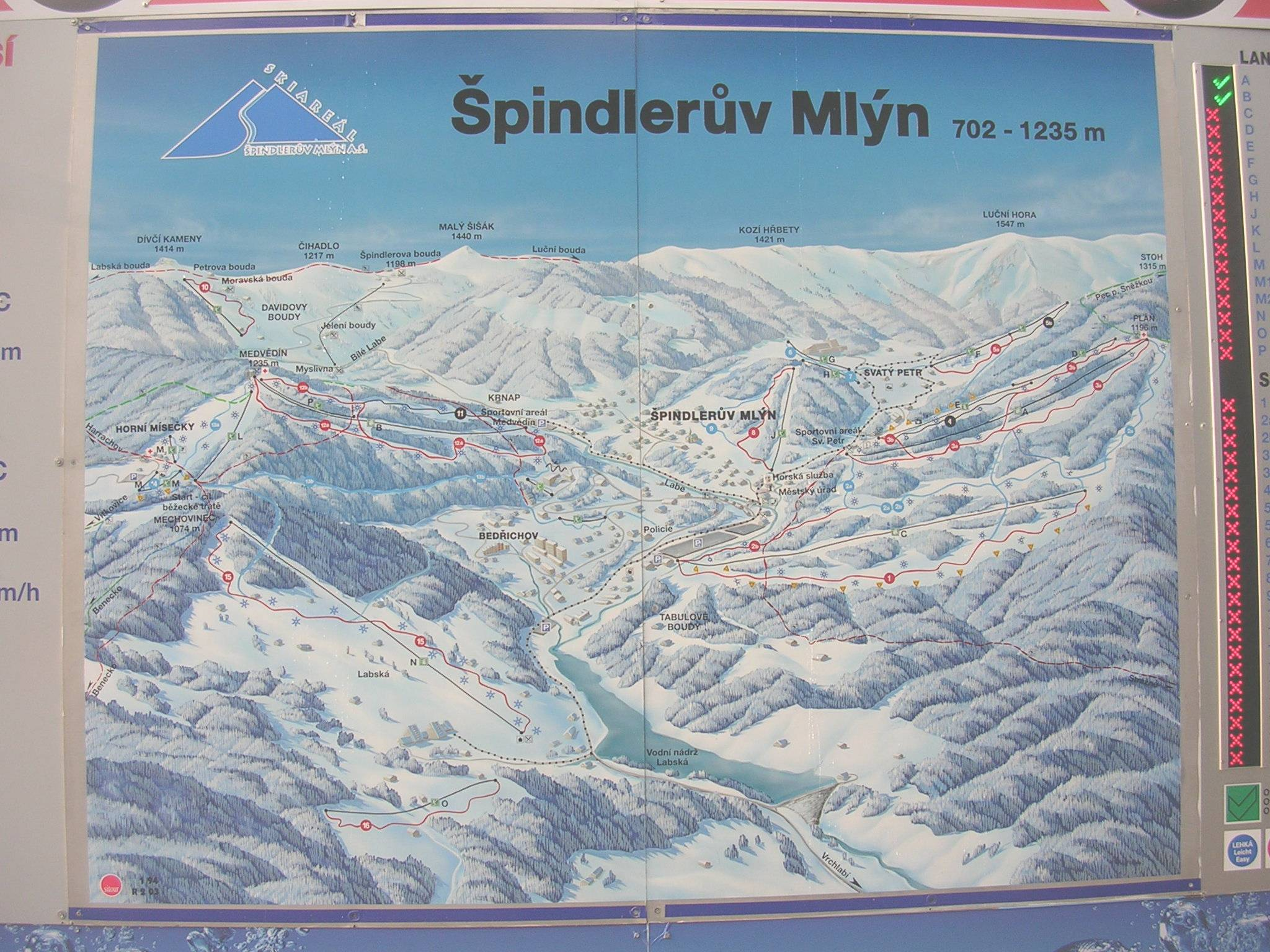
Overzicht van de skipistes
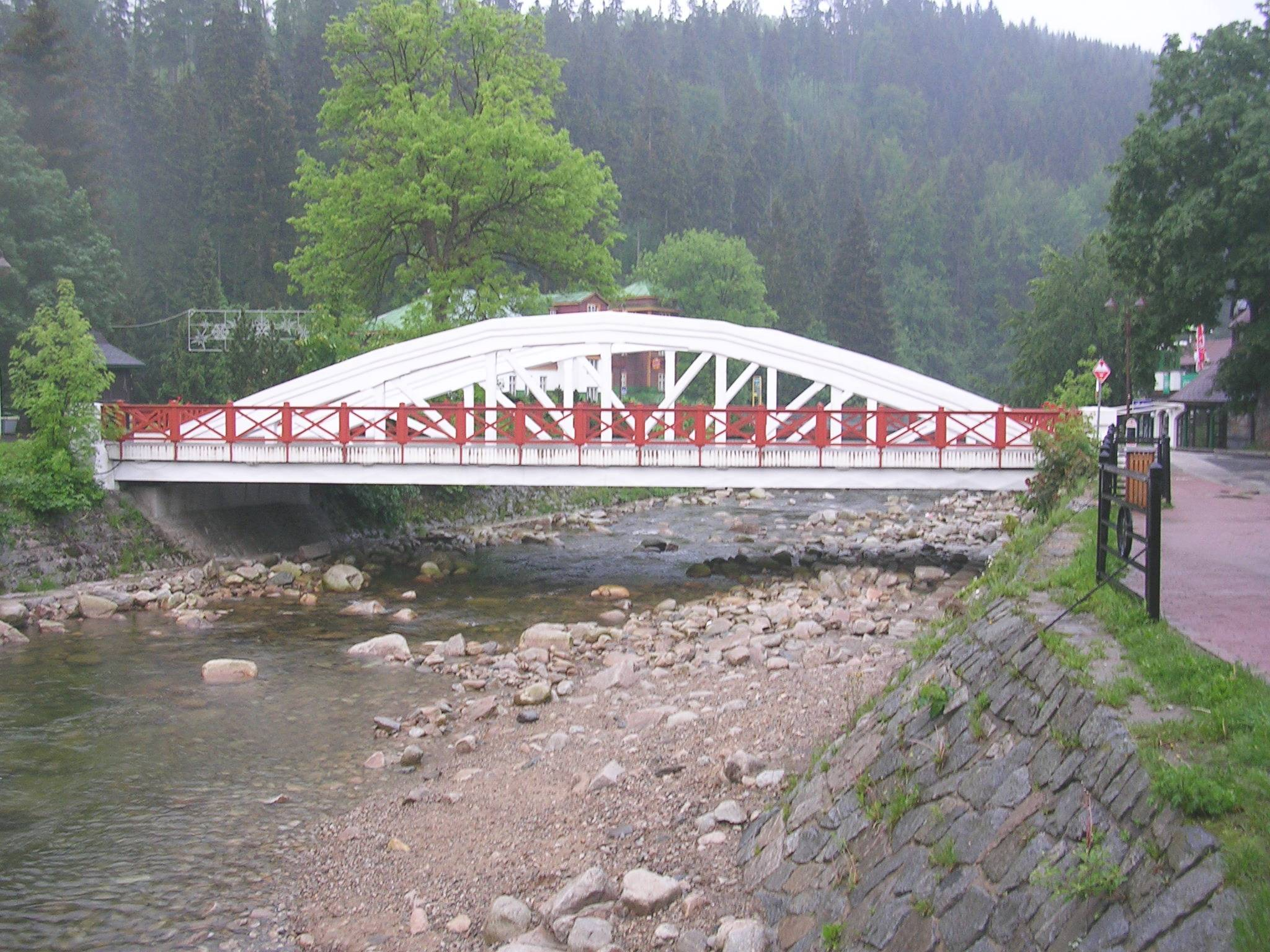
De witte brug